# Coleophora adelogrammella
Coleophora adelogrammella é uma espécie de mariposa do gênero Coleophora pertencente à família Coleophoridae.